# Argyrolobium thodei
Argyrolobium thodei är en ärtväxtart som beskrevs av Hermann August Theodor Harms. Argyrolobium thodei ingår i släktet Argyrolobium och familjen ärtväxter. Inga underarter finns listade i Catalogue of Life.